# Adrianne Palicki
Adrianne Palicki (født 6. maj 1983 i Toledo) er en amerikansk skuespiller der spiller Tyra Collette på NBC tv-serien Friday Night Lights.

## Karriere
Hun optrådte i den Aquaman-baserede WB pilot Aquaman som den onde Siren, men pilotafsnittet blev ikke benyttet af CWnetværket, som et resultat af sammensmeltningen af WB og UPNnetværket, der skete mens afsnittet blev filmet.
Hun har bl.a. også deltaget i tv-serien Smallville som Kara i sæson 3 finalen ("Covenant"). Palicki medvirkede også i Supernatural som Jessica Moore, Sam Winchesters fortabte kæreste, dræbt af en dæmon, i pilotafsnittet. Rollen optrådte igen i sæson 2 af Supernatural i episoden "What is and What Should Never Be". Palicki medvirkede desuden som Judy Robinson i John Woos usolgte pilotafsnit, The Robinsons: Lost in Space. Palicki skal i 2009 medvirke i Legion sammen med Dennis Quaid. Palicki var med i musikvideoen til Will.i.ams "We Are The Ones", der skulle støtte Barack Obama i det amerikanske præsidentvalg 2008.. Fra Sæson 2 af Agents of S.H.I.E.L.D. Spiller hun rollen som Bobby Morse

## Filmografi
- Legion (2010) – Charlie